# Geórgia nos Jogos Olímpicos de Verão de 2012
A Geórgia competiu nos Jogos Olímpicos de Verão de 2012, que aconteceram na cidade de Londres, no Reino Unido, de 27 de julho até 12 de agosto de 2012.

## Desempenho

### Halterofilismo
Masculino
| Atleta            | Evento | Arranque (kg) | Arremesso (kg) | Total (kg) | Posição |
| ----------------- | ------ | ------------- | -------------- | ---------- | ------- |
| Rauli Tsirekidze  | -85kg  | 162,0         | 200,0          | 362,0      | 9º      |
| Gia Machavariani  | -105kg | 185,0         | DNF            | DNF        | DNF     |
| Irakli Turmanidze | +105kg | 201,0         | 232,0          | 433,0      | 5º      |

### Lutas
A Geórgia conquistou cinco vagas na Copa do Mundo de Lutas de 2011, realizada em Istanbul, na Turquia, do dia 12 ao dia 18 de setembro de 2011.
- Categoria de peso -60 kg, na luta livre masculina;
- Categoria de peso -74 kg, na luta livre masculina;
- Categoria de peso -84 kg, na luta livre masculina;
- Categoria de peso -120 kg, na luta livre masculina;
- Categoria de peso -66 kg, na luta greco-romana masculina.

### Tiro
Feminino
| Atleta          | Evento                | Qualificação | Qualificação | Final       | Final       | Posição |
| Atleta          | Evento                | Placar       | Posição      | Placar      | Total       | Posição |
| --------------- | --------------------- | ------------ | ------------ | ----------- | ----------- | ------- |
| Nino Salukvadze | Pistola de ar de 10 m | 376          | 33º          | Não avançou | Não avançou | 33º     |

### Tiro com arco
| Atleta          | Prova               | Rodada de classificação | Rodada de classificação | Ronda dos 64                  | Ronda dos 32                      | Ronda dos 16           | Quartos-finais         | Semifinais             | Final                  | Final       |
| Atleta          | Prova               | Placar                  | Pos.                    | Adversário e resultado        | Adversário e resultado            | Adversário e resultado | Adversário e resultado | Adversário e resultado | Adversário e resultado | Pos.        |
| --------------- | ------------------- | ----------------------- | ----------------------- | ----------------------------- | --------------------------------- | ---------------------- | ---------------------- | ---------------------- | ---------------------- | ----------- |
| Kristine Esebua | Individual feminino | 642                     | 34º                     | CHI D. Lamoen V 2-0, 2-0, 2-0 | KOR S-j. Lee D 0-2, 0-2, 2-0, 0-2 | Não avançou            | Não avançou            | Não avançou            | Não avançou            | Não avançou |